# Thomas Baker (matematician)
Thomas Baker (1625?–1689) a fost un preot și matematician englez, cunoscut pentru determinarea soluției ecuației bipătrate.
A adus contribuții și în domeniul geometriei.
S-a născut la Ilton, Sommersetshire.
A fost vicar de Briskops.

## Opere
Cea mai valoroase lucrări ale sale sunt: The Geometrical Weg, or the Gate of Equation unlocked, or a New Discovery of the Construction of the Equation, (Londra, 1684) și Clavis geometrica (Cheia geometriei).
1. ↑  Thomas Baker, CERL Thesaurus
2. 1 2  Baker, Thomas[*] Verificați valoarea |titlelink= (ajutor)
3. ↑  Thomas Baker, Open Library, accesat în 9 octombrie 2017
4. ↑  Thomas Baker, Autoritatea BnF